# Richard Mather
Richard Mather (Lowton, Lancashire, Inglaterra, 1596-Dorchester, Colonia de la Bahía de Massachusetts, 22 de abril de 1669) fue un ministro puritano en el Boston colonial. Fue padre de Increase Matter y abuelo de Cotton Mather, ambos famosos teólogos de Boston.

## Biografía
Mather nació en Lowton, Lancashire —actualmente en el condado de Gran Mánchester— proveniente de una familia poseedora de escudo de armas pero venida a menos. 
En 1612 se fue a estudiar al colegio Toxteth Park, Liverpool. En 1618 pasó varios meses estudiando en el Brasenose College de Oxford, y finalmente volvió al Toxteth donde fue ordenado diácono, probablemente a comienzos de 1619.
Entre agosto y noviembre de 1633, Mather fue suspendido por inconformista en la asignatura de ceremonia; al año siguiente fue suspendido de nuevo, esta vez por Richard Neile, arzobispo de York, quien dijo de él que como no llevaba sobrepelliz "es mejor que deje el ministerio antes de que tenga siete hijos bastardos".
Mather tenía una gran reputación como orador en Liverpool y alrededores, y se le recomendó unirse a la compañía de peregrinos que embarcaría en Bristol en mayo de 1635 rumbo a Nueva Inglaterra. El 3 de junio de dicho año, junto con su mujer y sus tres hijos, partieron en dirección al Nuevo Mundo en el barco llamado James. Cuando se aproximaban a su destino, un huracán golpeó la embarcación y les obligó a dirigirse a la costa del actual Nuevo Hampshire. Consiguieron escapar de la tormenta guareciéndose en las islas de Shoals —actual estado de Maine—. Finalmente consiguieron arribar al puerto de Boston el 17 de agosto.

## Trabajos
Mather fue el líder del congregacionalismo de Nueva Inglaterra, cuya política defendió y describió en el tratado Church Government and Church Covenant Discussed, in an Answer of the Elders of the Severall Churches of New England to Two and Thirty Questions (Treinta y dos respuestas sobre el gobierno y contrato de la Iglesia a los mayores de las iglesias de Nueva Inglaterra) (escrito en 1639 y publicado en 1643).
Junto con Thomas Mayhew y el misionero puritano John Eliot escribió el Bay Psalm Book (Libro de salmos de la Bahía), el primer libro conocido actualmente impreso en inglés de América del Norte.

## Familia
Mather se casó en 1624 con Katherine Hoult (fallecida en 1655), y en segundas nupcias en 1656 con Sarah Hankredge (fallecida en 1676), viuda del reverendo John Cotton. De sus seis hijos, todos de su primera esposa, cuatro fueron ministros de la iglesia:
- Samuel (1626-71), primer alumno graduado del Harvard College y capellán del Magdalen College (Oxford) (1650-53) y pastor de la iglesia de St. Nicholas Within, Dublín (1656-71).
- Timothy Mather 1628-1684, conocido como el Mather granjero, fue el único de sus hijos varones que no llegó a ser ministro de la iglesia.
- Nathaniel (1630-97), vicario en Barnstaple, Devon (1656-62), pastor de la iglesia Inglesa de Róterdam, sucesor de su hermano en Dublín (1671-88), y pastor de la iglesia en Londres hasta su muerte.
- Eleazar (1637-69), se graduó en Harvard en 1656 y después de tres años predicando en Northampton, Massachusetts, llegó a ser pastor de su iglesia.
- Increase (1639-1723), graduado en Harvard en 1656, ministro puritano e importante figura de la historia antigua de la colonia de la bahía de Massachusetts. Padre de Cotton Mather.